# Sphinx (banda)
Sphinx es una banda de Heavy Metal española originaria de Cádiz. Fue formada en 1992 por el cantante Manuel Rodríguez y el batería Carlos Delgado.

## Historia

### Inicios, primeras maquetas y"Sphinx".
A finales de 1992 el cantante Manuel Rodríguez y el batería Carlos Delgado decidieron formar su propio grupo de heavy metal. Durante los primeros años empezaron haciendo versiones hasta que decidieron hacer heavy metal cantado en castellano y se decantaron por el nombre de Sphinx.
Las primeras grabaciones que hicieron fueron dos maquetas grabadas entre 1996 y 1998, las conocidas como "Demomaqueta I" y "Demomaqueta II". Es en 1999 cuando graban su tercera maqueta, la "Demo '99", con la que se dieron a conocer a todas las discográficas y medios importantes. Esa maqueta acabaría abriendo las puertas del mercado discográfico a la banda tras aparecer varias críticas de la misma en publicaciones nacionales del género.
A principios de 2001 firmaron su primer contrato discográfico con Fonomusic para editar sus discos a través del sello Days End Records. En esa época Sphinx estaba formado por Justi Bala y Santi Suárez a las guitarras, Andrés Duende como bajista, Carlos Delgado en la batería, y Manuel Rodríguez a la voz y los teclados. En noviembre del mismo año se lanzó al mercado "Sphinx", el primer LP de la banda. El disco fue grabado en los estudios Tritono de Madrid y contiene tanto canciones grabadas para la "Demo '99" como composiciones nuevas.
Al poco tiempo de grabar el disco se incorpora a la banda el teclista Nino Ruíz. Con esta formación el grupo empieza a dar conciertos de presentación del disco tocando junto a bandas como Mägo de Oz, Ankhara, Obús o Dark Moor, entre otras, además de actuar en festivales como el Derrame Rock o el Viña Rock.
En agosto de 2002, Andrés Duende anuncia a sus compañeros su intención de abandonar la banda y retomar su carrera como guitarrista tras la grabación del que sería el segundo LP, por lo que tuvieron que buscar un sustituto que se incorporara a la banda tras la grabación. Después de hacer un pequeño casting, ficharon a un joven llamado Pepe Pineda para el puesto de bajista. A finales de año recorrieron varias ciudades españolas junto a las bandas Furia Animal y Abyss en el "Diamantes en Bruto Tour", gira que les sirvió para darse a conocer antes del lanzamiento de su segundo disco. Al finalizar el tour el teclista Nino Ruiz abandona la formación.

### "Mar de dioses"y"Paraíso en la eternidad"
El segundo disco del grupo, "Mar de dioses", salió a la venta en septiembre de 2003. Antes del lanzamiento, la discográfica Fonomusic fue absorbida por Warner Music, por lo que salió bajo el sello DRO EastWest.
Sphinx comienzan su "Mar de dioses Tour" con la considerada como formación clásica: Manuel Rodríguez a la voz, Justi Bala y Santi Suárez a las guitarras, Pepe Pineda como bajista y Carlos Delgado en la batería. La gira pasó por muchas ciudades españolas y tuvo muy buena aceptación. Durante la misma, Justi Bala comenzó a tener serios problemas de espalda y tuvo que parar de tocar. Debido a este inconveniente, la segunda parte de la gira se realizó con un solo guitarrista, contando en algunas actuaciones con la ayuda del amigo de la banda José Rubio. Justi volvió para los dos últimos conciertos. A pesar de los problemas, el tour puede considerarse como un éxito para el grupo, ya que actuó en varios festivales nacionales y se les concedió el Premio Radial al grupo revelación de 2003.
Ante la falta de interés de la discográfica y la poca promoción que hizo del segundo disco, el grupo decidió pedir la carta de libertad a Warner y pasar a autoproducirse. A finales de 2004 empieza la grabación del tercer LP, que salió a la venta en enero de 2005 con el nombre "Paraíso en la eternidad" y bajo su propio sello Noche Maldita Records. El disco fue alabado por la crítica y empezó así una gira que les llevó por todo el territorio nacional durante 25 conciertos.
En septiembre de 2005 se edita el DVD "Tour en la oscuridad" que contiene el concierto realizado el 30 de octubre de 2004 en la sala Q de Sevilla ante más de 500 personas y un reportaje incluyendo anécdotas y curiosidades de la anterior gira.

### Problemas en la banda."Renacer"
En 2006, la banda firma un contrato discográfico con Avispa y empieza a trabajar con el mánager Juan Carlos Gómez "Richal". También empieza a tocar en los festivales más importantes del país junto a otros grandes artistas. A finales de año, Justi Bala empeoró de sus problemas de espalda y tuvo que retirarse de la actividad en directo, siendo sustituido por el guitarrista Juanma Patrón.
El cuarto disco de la banda, "Renacer", empezó a grabarse en abril de 2007 y en verano ya estaba completamente listo. Sin embargo, desavenencias con Avispa retrasaron la salida del nuevo trabajo hasta febrero de 2008. Las relaciones entre la banda y la compañía discográfica quedaron definitivamente rotas durante la campaña de promoción del mismo.
Durante la gira "RenacimienTour 2008", el vocalista Manuel Rodríguez empezó a tener problemas para cantar y su estado vocal fue empeorando paulatinamente. Tras su actuación en el festival Leyendas del Rock de 2008 tuvo que alejarse de los escenarios y ser intervenido en una de sus cuerdas vocales a causa de un pólipo. Meses después, a principios de 2009, Santi Suárez deja el grupo alegando agotamiento y falta de motivación.
Con Manuel ya recuperado y la incorporación de Víctor Otero como nuevo guitarrista, Sphinx volvieron a los escenarios en mayo de 2009, retomando así el "RenacimienTour". Un año después Víctor Otero dejó de formar parte de la banda por no satisfacer las expectativas puestas en él y lo sustituye Alex Sánchez.
Después de algunos conciertos, en verano de 2011 se anunció la vuelta del guitarrista Santi Suárez y la consecuente salida de Alex Sánchez de forma amistosa. Poco después se anunció la salida de Juanma Patrón y la idea de grabar un nuevo LP una vez expirado el contrato que les unía a Avispa.

### Regreso de la formación clásica,"Chronos"y parón indefinido.
En mayo de 2012, Sphinx lanza un extenso comunicado en el que se anuncia la vuelta de Justi Bala, completando así de nuevo la formación clásica del grupo. En el comunicado también anuncian la grabación del esperado quinto álbum de estudio, la edición del LP "Paraíso en la eternidad" en México, la disponibilidad de su nueva web oficial (diseñada por Pepe Pineda), un documental subido a YouTube llamado "Sphinx – El retorno de los dioses - La historia 2001-2012" y la próxima edición del EP "Desclasificados" con versiones y canciones nunca editadas de forma oficial. Además de todo esto, se confirman los primeros conciertos de esta nueva etapa.
En diciembre de 2012 se lanza, de forma digital y gratuita, el EP "Desclasificados". También se creó una edición limitada en formato físico para regalar  a quien comprase algún otro producto de su tienda on-line. El EP está compuesto por una selección de caras B y versiones realizadas por la banda.
La grabación del nuevo disco empezó en Sevilla a finales de 2012 y concluyó antes del verano de 2013, en los estudios La Nave de Cádiz. En agosto se publicó el videoclip del tema "Esperando absolución", primer adelanto del nuevo trabajo discográfico. El 1 de octubre de 2012 salió a la venta de forma oficial "Chronos", aunque anteriormente se estuvo vendiendo de forma exclusiva durante la edición de ese año del festival Leyendas del Rock.
A principios de 2014, Santi Suárez se muda a Barcelona por cuestiones personales. Esto supuso un duro golpe para Sphinx, ya que de las fechas cerradas para la gira de su nuevo álbum solamente pudieron cumplir con una. Finalmente Santi dejó el grupo otra vez y Manuel Rodríguez anunció el parón indefinido de Sphinx.
José Pineda, Justi Bala y Carlos Delgado, junto al cantante Cosmin Aionita, continuaron su carrera con el grupo Snakeyes. Tras un tiempo inactivo, Manuel Rodríguez retomó su proyecto Gizëh, junto a su antiguo compañero Alex Sánchez.

### Vuelta a la actividad y"Vida virtual"
Con motivo del 15 aniversario del aclamado "Mar de dioses", Manuel creó una cuenta de Instagram para recordar a la banda, lo que llevó a un intercambio de likes y comentarios positivos entre los músicos. Esto propició un nuevo acercamiento entre ellos y en noviembre de 2019 se oficializó la vuelta de Sphinx a la actividad. La novedad fue la inclusión de Alex Sánchez a la guitarra, en sustitución de Santi Suárez. También se anunció una serie de conciertos tocando canciones de los primeros tres discos y se acompañó el comunicado con unos vídeos interpretando en vivo en un teatro viejos clásicos de la banda.
Debido a la crisis del COVID-19 se vieron obligados a posponer su vuelta a los escenarios. En octubre de 2020, el cofundador del grupo Carlos Delgado dejó el mismo después de 28 años. El elegido para ocupar el puesto de batería fue Antonio Luis Pérez "Nykly". En mayo de 2021 se materializó la vuelta de la banda a los escenarios con un doble pase en Sevilla, tras agotar las entradas para el primero.
En septiembre de 2024 José Pineda contó en una entrevista que había dejado Sphinx de forma dolorosa tras sentir que el tiempo y trabajo dedicado tras la reunión no se veía recompensado con la constancia que debe tener una banda para salir adelante. En la entrevista, entre otras cosas, habla de frustración por no tener editado disco nuevo desde la reunión de 2019 cuando este llevaba grabado dos años. También cuenta que dejó parado su grupo Snakeyes cuando iba en trayectoria ascendente por centrarse en Sphinx y que al final se veía parado con ambos grupos.
Tan solo unos días después, la banda publica el videoclip de "Vida virtual", el primer single del nuevo LP. Con esta publicación aprovechan para presentar a Juanlu Ripalda, el nuevo bajista. En los siguientes meses publicaron otros tres adelantos ("Nada es imposible", "Pánico" y "La línea que no has de cruzar") y anunciaron la marcha de Nykly Pérez y a su sustituto Pablo Casas.
En marzo de 2025, Sphinx editaron su sexto álbum de estudio, llamado "Vida virtual" y comenzaron su "Tour Virtual 2025/2026".

## Miembros
- Manuel Rodríguez - Voz
- Justi Bala - Guitarra
- Alex Sánchez - Guitarra
- Juanlu Ripalda - Bajo
- Pablo Casas - Batería

## Discografía

### Maquetas
- Demomaqueta (1997)
- Demomaqueta II (1997)
- Demo '99 (1999)

### Discos de estudio
- Sphinx (2001)
- Mar de dioses (2003)
- Paraíso en la eternidad (2005)
- Renacer (2008)
- Chronos (2013)
- Vida virtual (2025)

### EPs
- Desclasificados (2012)
- Nada es imposible (2024)

### DVD
- Tour en la oscuridad (2005)